# جیمتاون (اکلاهما)
جیمتاون (به انگلیسی: Jimtown) یک منطقهٔ مسکونی در ایالات متحده آمریکا است که در شهرستان لاو، اکلاهما واقع شده‌است.